# Nürnberg–Roth-vasútvonal
A Nürnberg–Roth-vasútvonal egy 25,5 km hosszú, normál nyomtávolságú, részben kétvágányú, 15 kV 16,7 Hz-cel villamosított vasútvonal Nürnberg és Roth között Németországban. A vonalon regionális és S-Bahn forgalom is zajlik.

## Lásd még
- Nürnbergi S-Bahn
- Nürnberg–Augsburg-vasútvonal